# Landwind Xiaoyao
La  Landwind Xiaoyao (in cinese 逍遙) è un'autovettura prodotta dalla casa automobilistica cinese Landwind dal 2017.

## Descrizione
La Xiaoyao è stata presentata in anteprima sotto forma di concept car durante il Guangzhou Auto Show del 2016, con la versione di serie che ha debuttato nel 2017 al Chengdu Auto Show per poi essere lanciato sul mercato automobilistico cinese nel 2º trimestre 2017. La vettura è un Crossover SUV compatto che si va a posizionare proprio tra la Landwind X2 e la Landwind X7.
Ad alimentare la vettura c'è un motore a benzina quattro cilindri turbo da 1,5 litri con 110 kW (150 CV) di origine Mitsubishi e un propulsore della stessa cilindrata da 120 kW (163 CV) della Jiangling Motor.
Il design della vettura ha suscitato alcune critiche, per via di molteplici somiglianze della carrozzeria tra la Landwind Xiaoyao e la Mercedes GLA.